# Joseph-Adolphe Alzinger
Joseph-Adolphe Alzinger (* 4. Februar 1899 in Aubange; † 15. Juni 1978 in Tournai) war ein belgischer römisch-katholischer Geistlicher und Schriftsteller.

## Leben
Joseph-Adolphe Alzinger (Pseudonyme: Pélican Noir, Josse Alzin und Francis Delvaux) wurde nahe der Grenze zu Frankreich in Aubange geboren. Er besuchte Schulen in Virton und Bastogne, studierte Theologie in Namur und wurde 1925 zum Priester geweiht. Er war zuerst Kaplan in Athus (Aubange) und Saint-Mard (Virton) und ab 1930 Pfarrer in Bébange (Ortschaft der Gemeinde Messancy) unweit seines Geburtsortes.
Neben seinen Priesterpflichten begann er 1925 eine intensive Tätigkeit als Autor und Übersetzer (anfänglich unter Pseudonymen). Neben journalistischen Beiträgen für Zeitschriften und Radio publizierte er Gedichte, Romane, Biographien heiligmäßiger Gestalten und geistliche Literatur. Er übersetzte aus dem Niederländischen (Jan van Ruusbroec, Toon Kartooms und Maurits Wertheim) und Deutschen (Joachim Jeremias, Erich Pottendorf) und wirkte als Herausgeber von Schriften des Pfarrers von Ars, von Pius X., Marcellin Champagnat und Pierre Chanel.
Am 25. August 1944 wurde er als eine von 40 Geiseln von der nationalsozialistischen Besatzungsmacht festgenommen und kam in das KZ Neuengamme, das er überlebte. Von 1945 bis 1949 veröffentlichte er mehrere Bücher, die das KZ-Erleben verarbeiteten und die überwiegend das Schicksal jener Priester nachzeichneten, die als NS-Opfer umgekommen waren. Historisch und spirituell ist von besonderer Bedeutung sein Martyrologium von 80 belgischen und luxemburgischen Geistlichen, die von der nationalsozialistischen Barbarei zu Tode gequält wurden (mit Vorwort von Kardinal Jozef-Ernest Van Roey).
1948 ließ sich Alzinger in Tournai nieder und schrieb noch 30 Jahre lang zahlreiche Bücher, die vielfach übersetzt wurden (zwei auch ins Deutsche). Er starb 1978 im Alter von 79 Jahren. Eine kritische Gesamtbibliographie seiner Werke ist Desiderat.

## Werke (Auswahl)

### Biografien
- On dirait des saints. Éd. Bloud et Gay, Paris 1939.
- Un saint de la banque. Jérome Jaegen. Beyart, Brügge 1939.
- Léon Leloir. Éd. Beyaert, Brügge 1948. (über den belgischen Geistlichen Léon Leloir, 1907–1945, Überlebender des KZ Buchenwald, Opfer eines Autounfalls)
- Ce petit moine dangereux. Le père Titus Brandsma, recteur d’Université et martyr à Dachau. Éd. Bonne Presse, Paris 1949, 1954. (portugiesisch 1956, englisch 1957, italienisch 1985)
- Histoire de sept saints et de leurs milliers de fils. Servites, Brüssel 1950. (Geschichte des Servitenordens)
- Le petit curé. Un saint moderne. St Antoine-Marie Pucci. Salvator, Mülhausen 1950, Paris 1962.
- 75 ans de joie impossible à cacher. Le Père Guillaume Eberschweiler. Trier 1973.

### NS-Opfer
- Ma victoire. Ma sainteté. 2 Bde. Éd. Beyaert, Brügge 1945.
- Prêtres de Dieu livrés aux bêtes et au feu. Éd. Le Rendez-vous, Paris 1945.
- Mon curé chez les Nazis. Reportage. Souvenirs de captivité. Éd. Fasbender, Arlon 1946. (niederländisch 1946)
- Martyrologe 40-45. Le calvaire et la mort de 80 prêtres belges et luxembourgeois. Éd. Fasbender, Arlon 1947. (Vorwort von Kardinal Jozef-Ernest Van Roey)

### Weitere Werke
- La mine a tué. Roman. Spes, Paris 1936.
- Le semblable. Éd. L’Avant-Poste, Brüssel 1950. (Vorwort von Armand Bernier, 1902–1969) (Dichtung)
- Le fils de Marie. Vie de Jésus. Éd. Bourdeaux, Dinant 1950.
  - (deutsch) Der Sohn Mariens. Schöningh, Paderborn 1956. (spanisch, englisch, portugiesisch)
- Voici venus les jours du prêtre. Méditations sacerdotales modernes. Éd. Spes, Paris, 1951.
  - (deutsch) Gekommen ist die Stunde des Priesters. Schöningh, Paderborn 1957. (spanisch 1953)
- Le livre de ma joie, toutes les paroles de l’Ecriture sur la joie. Éd. Spes, Paris 1952, 1968.
- Jésus incognito. Les prêtres ouvriers. Éd. Téqui, Paris 1954. (spanisch 1954)
- La grande aventure des missions. 20.000 ambassadeurs de paix. Namur 1957. (italienisch 1963)
- La double aventure d’Israël, reportage sur Israël, peuple et nation. Éd. Soleil Levant, Namur 1960.
- Juifs et Chrétiens en dialogue. Tous leurs problèmes de A à Z. Dictionnaire des principaux termes juifs et chrétiens. Éd. Spes, Paris 1966, 1968.
- Lettres à tous les prêtres de la terre, au sujet de la crise des prêtres dans l’Eglise. Éd. Bourdeaux, Dinant, et chez l’auteur, 1976.